# 宮城県角田高等学校
宮城県角田高等学校（みやぎけん かくだこうとうがっこう）は、宮城県角田市角田字牛舘にある県立高等学校。もと男子高であったが、2005年に女子校の宮城県角田女子高等学校と再編統合され、共学校の宮城県角田高等学校となった。旧角田高校時代には定時制課程があったが、1983年に閉校した。通称は「角高」（かくこう）。

## 設置学科
- 全日制課程
  - 普通科

## 概要
宮城県角田高等学校は旧制中学校以来の伝統を持つ仙南屈指の伝統校である。
校舎は、角田城跡（臥牛ヶ丘）に建設されており校門付近に「角田城跡」の石碑が建っている。4月には満開の桜が登校坂を覆う。
現在の旧校舎は2009年度より3年後完成の計画で建て直される予定。現在、旧校舎は取壊され、校庭には仮校舎が建設され、全生徒は仮校舎での学校生活である。校庭の野球部の使用するダイヤモンドと体育で使用するスペースは確保されている。
角田女子高校からの伝統で女子空手道部が有名。毎年東北大会やインターハイに出場している。

## アクセス
- 阿武隈急行南角田駅より徒歩14分

## 沿革
(旧)宮城県角田高等学校

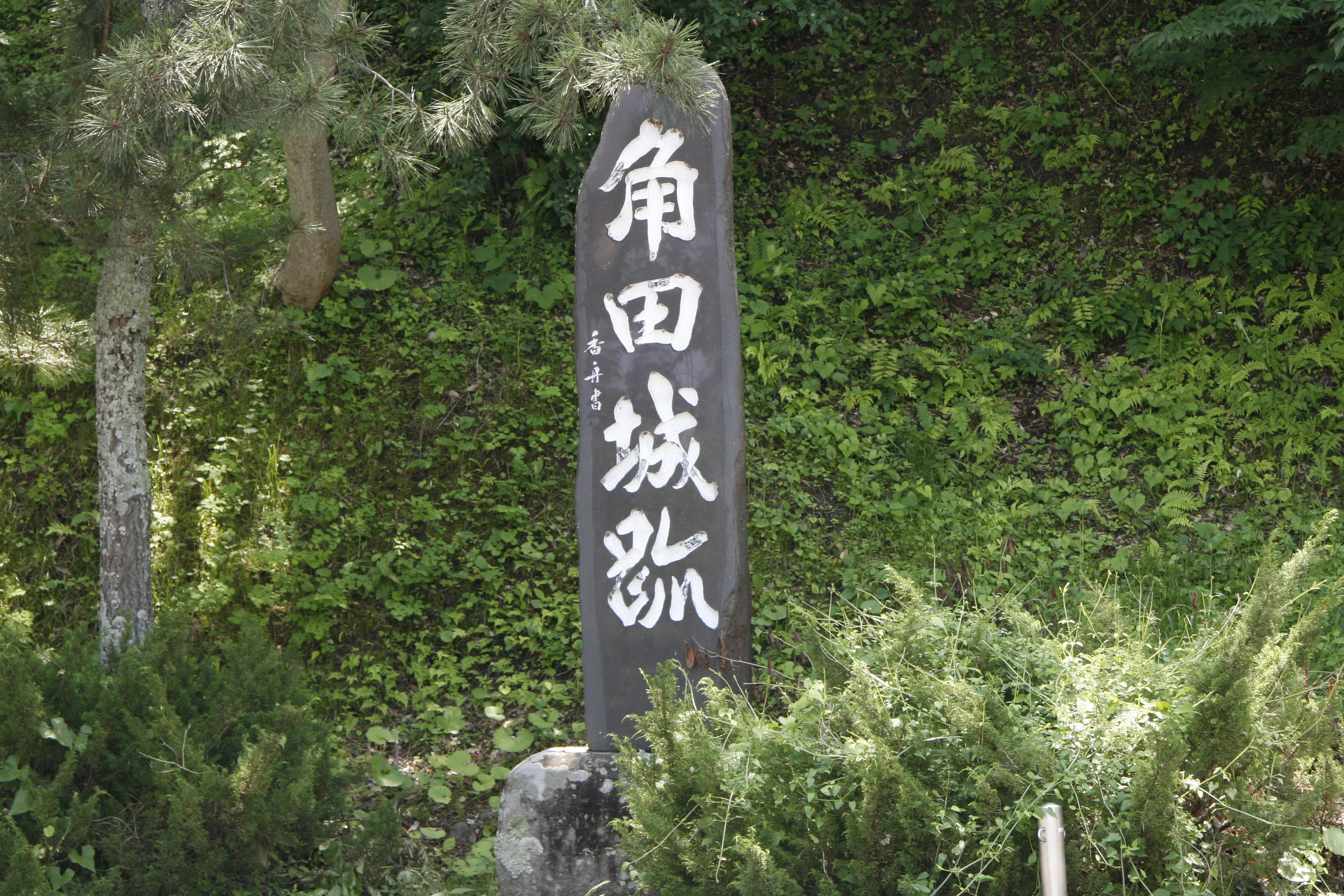
角田城跡の碑

- 1897年 - 宮城県尋常中学伊具郡立分校創立
- 1899年 - 宮城県中学校伊具郡立分校と改称
- 1900年 - 宮城県第一中学校伊具郡立分校と改称
- 1901年 - 宮城県第四中学校として独立
- 1904年 - 宮城県立角田中学校と改称
- 1919年 - 宮城県角田中学校と改称
- 1948年 - 新学制に伴い宮城県角田高等学校と改称
- 1997年 - 創立100周年記念式典挙行

(旧)宮城県角田女子高等学校
- 1907年 - 宮城県伊具郡立角田女子実業学校創立
- 1911年 - 宮城県伊具郡立角田実科高等女学校と改称
- 1919年 - 宮城県伊具郡角田実科高等女学校と改称
- 1920年 - 宮城県伊具郡角田高等女学校と改称
- 1921年 - 宮城県角田高等女学校と改称
- 1948年 - 宮城県角田女子高等学校と改称
- 2004年 - 創立97周年記念式典挙行

(新)角田高等学校
- 2005年 - 両校が統合して新たに共学校の宮城県角田高等学校が開校。

## 部活動
- 運動部
  - 野球　ソフトテニス（男女）　男子バスケットボール　女子バスケットボール　男子バレーボール　女子バレーボール　サッカー　バドミントン(男女)　陸上競技(男女)　卓球(男女)　剣道　空手道(男女)　弓道(男女)
- 文化部
  - 自然科学　吹奏楽　美術　演劇　　家庭　合唱　華道　茶道

## 主な行事
- 入学式
- 生徒会入会式
- 定期戦応援練習
- 対白石高校定期戦
- 球技大会
- 角高祭（3年に一度は大角高祭）
- 卒業式
- 離任式

## 校歌・応援歌
角田高校には旧角田高校時代から受け継いできた以下の歌がある。これらは定期戦や儀式等の時に歌われる。
- 校歌(現在は歌われていない)
- 第一応援歌
- 第二応援歌
- 第三応援歌(現在は歌われていない)
- 青春歌(現在は歌われていない)
- 凱歌

校歌は共学になるときに新規のものになった

## 球技大会
毎年7月のはじめに、球技大会が角田市総合体育館で2日間にわたって行われる。
競技は、バレーボール・バスケットボール・ドッジボール・玉入れの4つ。過去には大縄跳びも行われていた。
クラスごとに思い思いのオリジナルのＴシャツやポロシャツ(最近はポロシャツが主流)を作り、優勝を競う。
この時は教育実習生が多く来ている為、担当クラスのＴシャツを着て一緒に応援する。
また、各種目の優勝チームと教育実習生チーム・最強教員チームとのオープンマッチが行われる事がある。

## 定期戦を含めた白石高校との関係
宮城県白石高等学校とは、1963年から毎年5月中旬に定期戦を行っている。 角田高校では｢角白定期戦｣、白石高校では｢白角定期戦｣と呼んでいる。 会場は毎年交互に両校で行われ、競技種目は、野球・ソフトボール・男女バスケットボール・男女バレーボール・ソフトテニス・卓球・剣道（第1回から）・弓道・サッカー（2003年度より）の9種目11競技である。過去には水泳（2002年度で終了）、陸上（2006年度で終了）、柔道（2007年度で終了）があったが諸事情により定期戦の種目から外された。 定期戦が近づくと校内の廊下・階段には｢打倒白高｣｢必勝角田｣｢臥牛快勝｣｢益岡撃破｣｢泥鰌掬い｣等と書かれた紙がびっしりと貼られる。放課後には毎日応援練習が行われ、1年生はここで応援のやり方等を先輩から教わる。朝にも、応援団幹部・生徒会・一般有志による｢朝の声だし｣が行われる。2011年の開催は東日本大震災の影響により中止された。

## 著名な卒業生
旧制角田中学校、(旧)角田高等学校卒業生
- 保科善四郎 - 海軍中将、海軍省軍務局長、元衆議院議員
- 竹谷源太郎 - 元衆議院議員　弁護士
- 菅野直 - 海軍軍人、パイロット
- 木川田一隆 - 東京電力社長・会長、経済同友会 代表幹事
- 大槻文平 - 三菱マテリアル社長・会長、日経連会長・名誉会長
- 大槻義彦 - 物理学者、タレント、早稲田大学名誉教授
- 大槻勤 - 化学者、京都大学名誉教授
- 秋葉賢也 - 元衆議院議員、元復興大臣
- 黒須貫 - 角田市長
- 八巻寛治 - 小学校教諭、上級教育カウンセラー、社会教育主事、学級経営スーパーバイザー
- 伊藤真一 -　ロードレースライダー
- 氏家清吉 - 七十七銀行元頭取、旧制角田中学中退
- 大槻菊男 - 東京帝大教授、虎の門病院初代院長、昭和天皇侍医
- 三文字正平 -弁護士、東京裁判で小磯国昭元首相の主任弁護人、『殉国七士の墓』